# Chlorophytum pauper
Chlorophytum pauper är en sparrisväxtart som beskrevs av Karl von Poellnitz. Chlorophytum pauper ingår i släktet ampelliljor, och familjen sparrisväxter. Inga underarter finns listade i Catalogue of Life.